# Бујла
Бујла или Буила је лично име из натписа са златне чиније која је део аварског блага нађеног у северном Банату 1799. године између насеља Наково и Велики Семиклуш. Према једном од тумачења овог натписа, Бујла је био аварски достојанственик са словенском владарском титулом жупана. Натпис у оригиналу гласи: ΒΟΥΗΛΑ · ΖΟΑΠΑΝ · ΤΕΣΗ · ΔΥΓΕΤΟΙΓΗ · ΒΟΥΤΑΟΥΛ · ΖΩΑΠΑΝ · ΤΑΓΡΟΓΗ · ΗΤΖΙΓΗ · ΤΑΙΣΗ. Према једној интерпретацији овог натписа, у њему се помињу два жупана, Бујла и Бута-ул, који су владали подручјем Баната и Тисе. На основу једног од мишљења, Бујла је био жупан доње Тисе.